# Daan
Daan és un grup de música belga. És un projecte de solo del cantant belga-compositor i músic Daniël (Daan) Stuyven. Quan la banda actua en directe, es compon de Daan Stuyven (guitarra), Geoffry Burton (guitarra), Otti Van Der Werf (baix elèctric), Isolde Lasoen (bateria), Jeroen Swinnen (sintetitzador) i Jo Hermans (trompeta).

## Senzills
| Senzill (s) amb hits en el flamenc Ultratop 50 | Dada d'aparició | Dada d'entrada | Posició més alta | Nombre de setmanes | Observacions                                  |
| ---------------------------------------------- | --------------- | -------------- | ---------------- | ------------------ | --------------------------------------------- |
| Swedish designer drugs                         | 2002            | 21-09-2002     | tip6             | -                  |                                               |
| Love                                           | 2003            | 15-02-2003     | tip13            | -                  |                                               |
| Victory                                        | 2004            | 13-03-2004     | tip7             | -                  |                                               |
| Housewife                                      | 2004            | 05-06-2004     | tip4             | -                  |                                               |
| Addicted                                       | 2004            | 18-12-2004     | 40               | 4                  |                                               |
| Type ex ex type                                | 2005            | 09-07-2005     | tip2             | -                  |                                               |
| J'ai fait un rêve / I had a dream              | 2005            | 09-07-2005     | 32               | 13                 | amb Axelle Red / Núm. 20 en el Radio 2 Top 30 |
| The player                                     | 2006            | 25-11-2006     | 11               | 15                 |                                               |
| Promis Q                                       | 2007            | 27-01-2007     | tip4             | -                  |                                               |
| Exes                                           | 23-03-2009      | 25-04-2009     | 17               | 15                 | Nº17 en el Radio 2 Top 30                     |
| Crawling from the wreck                        | 20-07-2009      | 15-08-2009     | tip6             | -                  |                                               |
| Icon                                           | 19-10-2009      | 14-11-2009     | 2                | 31                 | Núm. 2 en el Radio 2 Top 30 / Gold            |
| Wifebeater                                     | 22-11-2010      | 04-12-2010     | tip4             | -                  | Núm. 12 en el Radio 2 Top 30                  |
| I'm what you need                              | 23-05-2011      | 11-06-2011     | tip32            | -                  |                                               |
| Victory (Live at Flagey 2011)                  | 2011            | 26-11-2011     | tip71            | -                  |                                               |
| La chatte                                      | 2013            | 23-03-2013     | tip11            | -                  | amb Buscemi                                   |
| Everglades                                     | 2013            | 13-04-2013     | 26               | 8                  | Núm. 28 en el Radio 2 Top 30                  |
| La crise                                       | 2013            | 19-10-2013     | 31               | 5*                 |                                               |
| Parfaits mensonges                             | 2013            | 06-12-2013     | tip67*           | -                  |                                               |